# Fantasy Fair and Magic Mountain Music Festival
KFRC Fantasy Fair and Magic Mountain Music Festival (traduzido da língua inglesa, "Feira de Fantasia e Festival de Música da Montanha Mágica da KFRC") foi um evento que aconteceu em 10 e 11 de junho de 1967, no anfiteatro memorial Sidney B. Cushing (que tinha público máximo de 4 000 pessoas), na face sul do monte Tamalpais, no condado de Marin, na Califórnia, nos Estados Unidos. Pelo menos 36 000 pessoas compareceram ao concerto de dois dias, que foi o primeiro de uma série de eventos culturais na região de São Francisco que ficaram conhecidos como Verão do Amor. A Feira de Fantasia foi influenciada pela popular Feira de Prazer da Renascença do Sul da Califórnia, e foi o protótipo dos eventos de roque ao ar livre com vários artistas atualmente conhecidos como festivais de roque.

## Descrição
Os organizadores contrataram ônibus escolares para transportar público e artistas morro acima a partir da cidade de Mill Valley, já que a Estrada Panorâmica estava fechada ao tráfego. Aqueles que perdessem os ônibus poderiam pegar carona na garupa de motos dos Hells Angels. O bilhete para o festival custava dois dólares estadunidenses e toda a renda seria revertida para o vizinho Centro de Cuidado Infantil do Ponto dos Caçadores, em São Francisco. O festival estava originalmente programado para três e quatro de junho, mas foi atrasado em uma semana devido ao mau tempo. Muitas apresentações que haviam sido programadas inicialmente tiveram que ser canceladas. Algumas listas indicam que Moby Grape, Wilson Pickett, 13th Floor Elevators e Smokey Robinson & The Miracles estavam na programação inicial, mas não puderam participar do evento reagendado.
KFRC 610, a estação de rádio AM Top 40 "Boss Radio" de Bill Drake da RKO Pictures, tinha significativa influência tanto na indústria musical convencional quanto na contracultura da década de 1960. Isso permitiu que o organizador do festival Tom Rounds, o diretor de programa da KFRC, compusesse uma programação eclética, com artistas tanto da região quando de fora. Canned Heat, Dionne Warwick, Every Mother's Son, The Merry-Go-Round, The Mojo Men, P. F. Sloan, The Seeds, Country Joe and the Fish, Captain Beefheart, The Byrds com Hugh Masekela no trompete, Tim Buckley, The Sparrows, The Grass Roots, The Loading Zone, The 5th Dimension e Jefferson Airplane estavam entre os artistas que participaram. O festival também foi a primeira grande apresentação do The Doors e foi realizado durante o surgimento do primeiro grande sucesso do grupo, Light My Fire.
Entre os pôsteres criados para o evento, estava um desenhado pelo artista Stanley Mouse, que estava se tornando famoso por criar pôsteres para Bill Graham, The Fillmore e Grateful Dead.

Nós fizemos essa coisa do ônibus, reunindo as pessoas nos estacionamentos e as levando montanha acima.— Mel Lawrence, coprodutor do festival. Posteriormente, gerente de operações do festival de Woodstock.
Havia ônibus escolares subindo e descendo a montanha. Não há nada como descer a linha central da pista numa moto com um ônibus vindo num sentido e outro indo no outro sentido com apenas um pé de distância em relação aos dois ônibus.— Barry Melton, do Country Joe and the Fish
Eu tinha a minha guitarra na minha mão e não havia jeito de chegar de carro até o palco. Então eu caminhava e pensavaː 'se eu tivesse planejado ir de carona até lá, estaria usando calçados diferentes'. Eu subi a pé até lá.— Jorma Kaukonen, do Jefferson Airplane.
Depois de esperar por horas por um lugar nos transportes que saíam dos pontos de embarque no Centro Cívico do Condado de Marin, Mill Valley e outros pontos, os espectadores eram saudados por um gigantesco balão de Buda quando eles chegavam no anfiteatro. O transporte era providenciado pelas apelidadas jocosamente "Linhas de ônibus transamor", uma variação dos versos "Voe linhas aéreas transamor, elas te levam a tempo", da canção Fat Angel, de Donovan. As apresentações aconteceram num palco principal maior, e num palco secundário menor. Havia muitas tendas ao redor do palco vendendo pôsteres, utensílios e bebidas. O festival ainda possuía um grande domo geodésico de canos cobertos por um plástico branco que produzia um espetáculo de luz e som.
A imprensa relatou que o festival não teve incidentes violentos. Brigas e distúrbios não foram um problema. No final do dia, o lixo foi colocado dentro ou ao lado dos cestos apropriados, e a multidão deixou o monte Tamalpais do mesmo jeito que o havia encontrado.

## Significado
Num prenúncio dos acontecimentos sombrios do Altamont Free Concert de 1969, especulou-se que o festival seria o primeiro que empregaria os motociclistas do Hells Angels como agentes de segurança. Os motociclistas acabaram não sendo contratados oficialmente, porém atuaram de facto como agentes de segurança do festival.
Segundo alguns comentaristas, o festival representou uma mudança no gosto dos ouvintes jovens de rádio da área da baía de São Francisco, conforme a cultura hippie emergia plenamente em meados de 1967. Alec Palao e Jud Cost escreveram, em 1991, na revista Cream Puff War #1, sobre o cenário musical da São Francisco de meados dos anos 1960. Escrevendo sobre as semanas em torno do Fantasy Fair, Cost notou que "a dicotomia na música da Área da Baía nunca havia sido tão evidente, conforme a autoproclamada cena 'adulta' se separava das cenas 'adolescente/pop'". A revista Scram justapôs essa visão com a lembrança do editor pioneiro de roque Greg Shaw de que a fenda entre os gostos de adolescentes e adultos só surgiu plenamente após a implementação plena do conceito de "rádio livre" por Tom Donahue no outono de 1967. Uma análise das bandas que tocaram indica que a maioria era composta por bandas que tocavam nas casas noturnas Fillmore e Avalon e que faziam parte do cenário de roque psicodélico da época.
Enquanto o altamente documentado Festival Pop de Monterey continua a ser lembrado como um evento seminal do Verão do Amor de 1967, o festival da KFRC aconteceu uma semana antes do festival de Monterey e é considerado o primeiro festival de roque dos Estados Unidos e, talvez, do mundo.

## Apresentações

### Sábado, 10 de junho
- The Charlatans
- Mount Rushmore
- Rodger Collins
- Dionne Warwick
- The Doors[30][31][32][33][34][35][36]
- The Lamp of Childhood
- Canned Heat
- Jim Kweskin Jug Band
- Spanky and Our Gang
- Blackburn & Snow[37][38]
- The Sparrows
- Every Mother's Son
- Kaleidoscope
- The Chocolate Watchband
- The Mojo Men
- The Merry-Go-Round[39]

### Domingo, 11 de junho
- Jefferson Airplane
- The Byrds com Hugh Masekela[40]
- P. F. Sloan
- Captain Beefheart & the Magic Band
- The Seeds
- The Grass Roots
- The Loading Zone
- Tim Buckley
- Every Mother's Son
- Steve Miller Blues Band
- Country Joe and the Fish
- Sons of Champlin
- The 5th Dimension
- The Lamp of Childhood
- The Mystery Trend
- Penny Nichols
- The Merry-Go-Round
- New Salvation Army Band